# Коле Неделковски
Коле Кръстев Неделковски е деец на Българската комунистическа партия и Комунистическата партия на Югославия и поет. Автор е на две стихосбирки.

## Биография
Роден е като Никола Кръстев Неделков на 16 декември 1912 година във велешкото село Войница. Прогонен от сръбската власт през 1933 година заради съпричастност към комунистическото движение и съпротива срещу сърбизацията на Вардарска Македония, Неделковски емигрира в България и се заселва в София, където се свързва с други комунистически активисти. Сътрудничи и на списание „Илюстрация Илинден“. Става член и е един от главните активисти в Македонския литературен кръжок в София и в тайна македонистка младежка организация. През лятото на 1941 година се включва в бойна група на БКП и попада под прицела на полицията. Занимава се с минноподривни дела в качеството си на член на Централна военна комисия при ЦК на БКП. Организира снабдяването на нелегалните с оръжие, документи и квартири. При опит да бъде арестуван през месец септември 1941 година в София, се самоубива.
Сградата на Войнишкото училище, в което е учил Неделков, е превърната в 1982 година в къща музей.
- „Мъскавици“, 1940
- „Пеш по светот“, 1941